# Compatibilitat (geoquímica)
En geoquímica, compatibilitat és una mesura de la facilitat amb què una traça particular, substitueix un element majoritari en un mineral.
La compatibilitat d'un ió està controlada per dues coses: la seva valència i el seu radi iònic. Ambdós s'han d'aproximar a l'element majoritari perquè la traça sigui compatible en el mineral. Dit d'una altra manera, quan més diferents siguin la valència i el radi iònic de la traça respecte de l'element majoritari del mineral, més incompatible serà la traça. Per exemple, l'olivina (un mineral abundant a la part superior del mantell) té la fórmula química (Mg,Fe)₂SiO₄. El níquel, amb un comportament químic molt similar al ferro i el magnesi (igual valència i radi iònic molt semblant), els substitueix fàcilment i, per tant, el níquel és molt compatible amb el ferro i el magnesi en l'olivina. La compatibilitat d'un element en una roca és una mitjana ponderada de la seva compatibilitat en cada un dels minerals presents. Per contra, un element incompatible és un que és menys estable dins de la seva estructura de cristall.
La compatibilitat controla el repartiment dels diferents elements durant la fusió. Quan comença la fusió, la fase líquida (el magma) s'enriqueix amb els elements incompatibles, mentre la sòlida s'empobreix d'aquests elements i, per tant, s'enriqueix amb els que són compatibles.
En general, quan un element es denomina “compatible” sense esmentar quina roca és compatible, el mantell està implícit. Per tant, els elements incompatibles són aquells que s'enriqueixen en l'escorça continental i s'empobreixen en el mantell. Entre alguns exemples s'inclouen: el rubidi, el bari, l'urani, i el lantani. Els elements compatibles s'esgoten en l'escorça i s'enriqueixen en el mantell. En són alguns exemples el níquel i el titani.